# Sidowangi (Wongsorejo)
Sidowangi is een bestuurslaag in het regentschap Banyuwangi van de provincie Oost-Java, Indonesië. Sidowangi telt 3358 inwoners (volkstelling 2010).